# Trichogramma lingulatum
Trichogramma lingulatum är en stekelart som beskrevs av Pang Xiong-fei och Chen 1974. Trichogramma lingulatum ingår i släktet Trichogramma och familjen hårstrimsteklar. Inga underarter finns listade i Catalogue of Life.